# Aspalathus verbasciformis
Aspalathus verbasciformis är en ärtväxtart som beskrevs av Rolf Martin Theodor Dahlgren. Aspalathus verbasciformis ingår i släktet Aspalathus och familjen ärtväxter. Inga underarter finns listade i Catalogue of Life.